# Destins encreuats
Destins encreuats (títol original en anglès Bhowani Junction) és una pel·lícula de 1956 dirigida per George Cukor, i produïda per Pandro S. Berman a partir d'un guió de Sonya Levien i Ivan Moffat, i protagonitzada per Ava Gardner i Stewart Granger.
La història és una adaptació cinematogràfica de la novel·la homònima de 1952 de John Masters, basada en els turbulents dies de l'Índia britànica prerevolucionària i la necessitat d'assegurar el funcionament del ferrocarril.
El seu rodatge va tenir lloc en els estudis britànics de la MGMperò, a més, va ser la primera pel·lícula americana que va traslladar tot el seu equip al Pakistan per filmar-hi les escenes exteriors.
Va ser doblada en català el 1997.

## Argument
L'Índia, 1947: El coronel anglès Rodney Savage, encarregat del trànsit ferroviari, ha estat enviat a Bhowani on, després de diverses revoltes per la independència del país, té la missió de garantir l'ordre. Per aconseguir-ho, s'ha d'enfrontar a dos tipus d'adversaris. Per un costat, als militants pacifistes del Congrés dirigits per Surabhai. I, per l'altre costat, als terroristes de l'extremista Davey. A l'arribar a la zona, Savage recluta a Victoria Jones, una mestissa de pare anglès i de mare índia. De fet, Victoria és un membre de l'armada britànica que es troba de permís en el seu poble natal. Els anglesos però, s'estan preparant per deixar l'Índia, i Victoria es troba en un encreuament de camins sentint-se exclosa tant per un grup com per l'altre a causa del seu doble origen.

## Repartiment
| Intèrpret        | Personatge            | Veu en català       |
| ---------------- | --------------------- | ------------------- |
| Ava Gardner      | Victoria Jones        | Montse Miralles     |
| Stewart Granger  | Coronel Rodney Savage | Pep Torrents        |
| Bill Travers     | Patrick Taylor        | Joan Carles Gustems |
| Peter Illing     | Ghanshyam «Davey»     |                     |
| Abraham Sofaer   | Surabhai              |                     |
| Francis Matthews | Ranjit Kasel          | Pep Anton Muñoz     |
| Marne Maitland   | Gowindaswani          | Adrià Frias         |
| Lionel Jeffries  | Lloctinent McDaniel   |                     |
| Edward Chapman   | Thomas Jones          |                     |
| Anthony Bushell  | Lanson                |                     |
| Freda Jackson    | La Sadani             |                     |

## Galeria fotogràfica

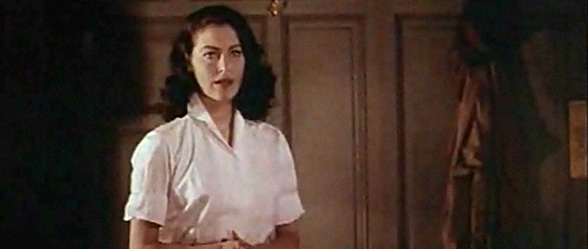
Ava Gardner
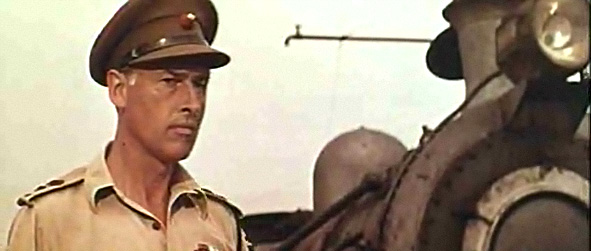
Stewart Granger
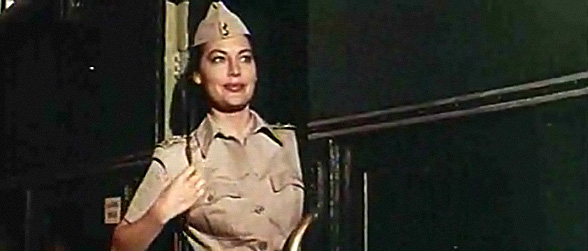
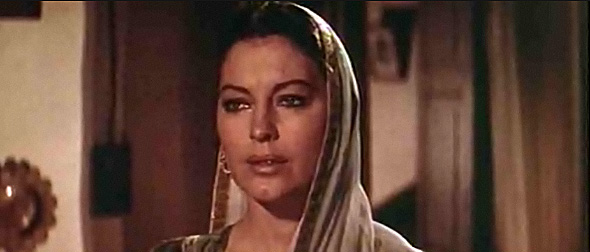
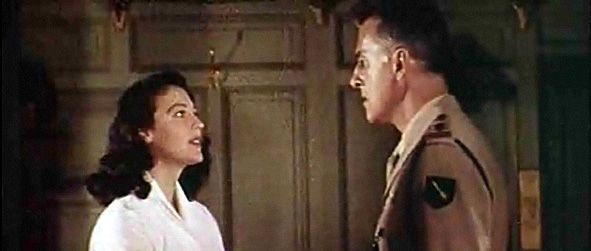
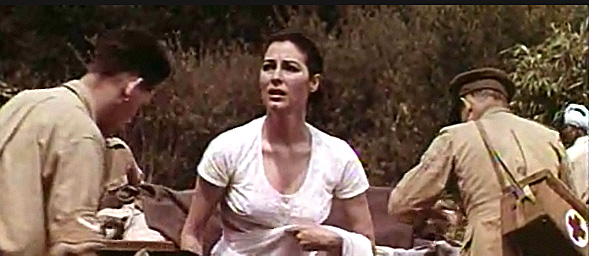
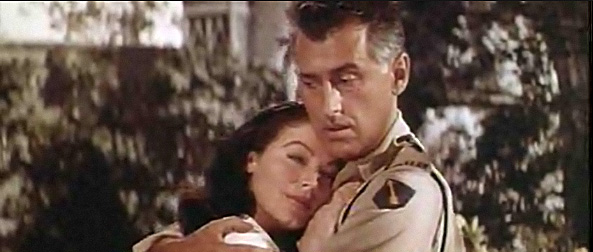
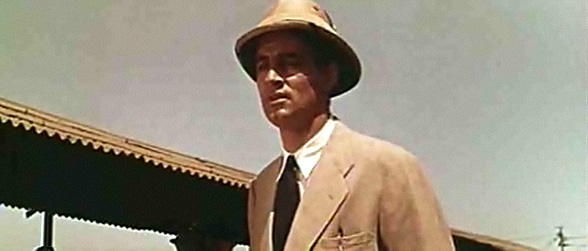
Bill Travers

## Premis

### BAFTA
| Any  | Categoria                           | Persona     | Resultat |
| ---- | ----------------------------------- | ----------- | -------- |
| 1957 | BAFTA a la millor actriu estrangera | Ava Gardner | Nominada |